# Новиков Василь Миронович
Василь Миронович Но́виков (рос. Василий Миронович Новиков; нар. 20 березня 1880, Мігулинська — пом. 11 грудня 1967, Алупка) — український радянський живописець.

## Біографія
Народився 8 [20] березня 1880 року на станиці Мігулинській (тепер Верхньодонський район Ростовської області, Росія). Впродовж 1904—1908 років навчався у Київському університеті; впродовж 1917—1923 років — у приватній художній студії у Москві. 
З 1935 жив в Алупці. Помер в Алупці 11 грудня 1967 року.

## Творчість
Працював у галузі пейзажного живопису. Серед робіт:
- «На Капрі» (1916; Сімферопольський художній музей);
- «Боровиха» (1923, кольорові олівці; Сімферопольський художній музей);
- «Любліно» (1930, кольорові олівці; Сімферопольський художній музей);
- «Дари Криму» (1957, акварель; Сімферопольський художній музей).